# リヒャルト・フランク
リヒャルト・フランク（Richard Franck, 1858年1月3日 - 1938年1月22日）は、ドイツのピアニスト、作曲家。

## 生涯
ケルンで、作曲家のエドゥアルト・フランクとピアニストのトニー・フランクの間に生まれた。ベルリンのギムナジウムを卒業後、シュテルン音楽院に入学した。フェリックス・メンデルスゾーンの弟子であり、良質な教育の価値を心得ていた父のエドゥアルトによってライプツィヒ音楽院へと送り出され、当時を代表する教員の2人であるカール・ライネッケとザーロモン・ヤーダスゾーンの他、ヴィルヘルム・ルスト、エルンスト・フェルディナント・ヴェンツェル、アルフレート・リヒター (Alfred Richter) に師事した。その後大学に進学して哲学を修め、1880年にスイスのバーゼルでハンス・フーバーが経営する音楽学校の教員となり、次にベルリンのテオドール・クラクの音楽院、続いてマクデブルクで働いた。その後バーゼルへと戻り、教員、指揮者、作曲家として活動。1903年からはカッセルでプロイセン王国の音楽監督を務め、1910年から1938年にはハイデルベルクの音楽院の教授職に就いていた。ハイデルベルクで没した。
同時代の音楽家の中では第一人者にはなれなかったものの、それでも演奏家および作曲家として尊敬を集めていた。彼の保守的な作風はライネッケやフーバーの影響によるものである。彼の作品やピアノ演奏をよく知る批評家らは、彼に対して惜しみない賛辞を送った。例えば、『スイス音楽ジャーナル』(Schweizerische Musikzeitung) 紙には、彼の「ピアノ三重奏曲第1番」作品20に対して以下のような評が掲載された。
力強く、雄大な響きによる勢いは多くの作品、特に（リヒャルト・フランクの）ピアノ三重奏曲 作品20に現れている。この作品は堂々たる重要な作品で、発想は新鮮であり、かつ展開は堅固で揺るぎなく、表現には円熟が感じられる。
フランクは小規模、大規模な作品のいずれも作曲した。作品の多くはピアノ独奏用のものであるが、かなりの数の室内楽曲と、他にも管弦楽曲や声楽曲も遺している。1895年にルツェルンで指揮者のウィレム・メンゲルベルクが初演した序曲 Wellen des Meeres und der Liebe 作品21は大きな成功を収めた。彼の作品の特徴は繊細な旋律線、和声的変化と執拗な対位法の使用にある。古典的な楽曲形式に依拠しつつも、ロマン派から続く近代音楽を思わせる作風である。第一次世界大戦後にはエドヴァルド・グリーグやマックス・レーガーの和声法に興味を示したフランクは、レーガー同様に過去の音楽とみなされるようになった。
長年彼と彼の作品は忘れられていたが、近年では再発見と復活の機運が高まっている。ピアノ三重奏曲、ピアノ四重奏曲と4つのソナタがアウディーテ (Audite) レーベルに録音されており、管弦楽曲選集がスターリング・レコードからリリースされている。2007年のはじめには、室内楽曲の専門家であるR.H.R.シルヴァートラストが創設した、アメリカの室内楽曲専門の楽譜出版社であるエディション・シルヴァートラスト (Edition Silvertrust) が、彼の室内楽曲集シリーズの第1弾として「ピアノ三重奏曲」作品20を刊行した。ライプツィヒのプフェッファーコーン・ムジークフェアラーク (Pfefferkorn Musikverlag) からは決定版の楽譜が出版予定である。

## 主要作品

### 管弦楽曲
- 交響曲 ニ長調（1901年以前）草稿
- 演奏会用序曲「海と愛の波」Wellen des Meeres und der Liebe 作品21 ベルリン 1895年
- 組曲 作品30 ベルリン 1898年
- 交響的幻想曲 作品31 ベルリン 1899年
- 劇的序曲 ハ長調 作品37 ベルリン 1903年
- 愛の歌（クピドとプシュケ）作品40 ベルリン 1905年
- ロマン劇への前奏曲 Vorspiel zu einem romantischen Schauspiel 作品57 1926年 草稿
- ピアノ協奏曲 ニ短調 1880年 草稿
- ピアノ協奏曲 イ長調 草稿
- ヴァイオリンと管弦楽のためのセレナーデ 作品24 ベルリン 1896年
- ヴァイオリンと管弦楽のためのセレナーデ 作品25 ベルリン 1896年
- ヴァイオリン協奏曲 ニ長調 作品43 ピアノ伴奏版 ベルリン 1906年
- ピアノ協奏曲 ホ短調 作品50 1907年頃 2台ピアノ編曲版 1910年

### 室内楽曲
- ヴァイオリンソナタ ニ長調 作品14 ベルリン 1890年
- チェロソナタ ニ長調 作品22 ベルリン 1894年
- ヴァイオリンソナタ ハ短調 作品35 ベルリン 1903年
- チェロソナタ 変ホ短調 作品36 ベルリン 1903年
- フルートまたはヴァイオリンとピアノのための3つの小品 作品52 ベルリン 1910年
- ピアノ三重奏曲 ロ短調 作品20 ライプツィヒ 1894年
- ピアノ三重奏曲 変ホ長調 作品32 ベルリン 1900年
- ピアノ四重奏曲 イ長調 作品33 ベルリン 1901年
- ピアノ四重奏曲 ホ長調 作品41 ベルリン 1905年
- 弦楽四重奏のためのスペイン風セレナーデ 1926年 草稿

### ピアノ曲
- 3つの小品 作品1 チューリヒ 1881年
- 即興曲、舟歌と練習曲 作品5 ベルリン 1883年
- 演奏会用ワルツ 変イ長調 作品10 ベルリン 1885年
- カノン形式による3つの4手のための小品 作品11 マクデブルク 1886年
- 4手のための舞踏曲 (Tanzweisen) 作品12 ヴロツワフ 1888年
- メヌエット イ長調 作品13 ライプツィヒ 1890年
- 4手のための組曲 作品9 ライプツィヒ 1890年
- 4つの小品 作品15 チューリヒ 1891年
- 創作主題による変奏曲 作品16 ライプツィヒ 1891年
- メヌエットとマズルカ 作品17 ライプツィヒ 1891年
- ハンス・フーバーの祝祭音楽 (Kleinbasler Gedenkfeier) のモチーフに基づく幻想曲 ハ長調 ライプツィヒ 1893年頃
- 夢想：ピアノのための4つの小品 作品18 ベルリン 1894年
- 子どものアルバム 作品19 草稿
- 3つの演奏会用楽曲 作品23 ベルリン 1894年
- 3つの幻想小曲集 作品26 ベルリン 1899年
- 幻想曲 作品28 ベルリン 1897年
- シャコンヌ ハ短調 作品29 ベルリン 1899年
- パピヨン ニ長調 1901年
- 8つの小品 作品34 ベルリン 1902年
- 幻想的小品 Fantasiestück イ長調 1903年
- 森の幻想 Waldphantasien 作品38 ベルリン 1904年
- ルツェルン：愉快なワルツの回想 作品39 ベルリン 1904年
- バラード 作品44 ベルリン 1906年
- 2つのサロン用小品 作品46 ベルリン 1907年
- スケルツォ 変イ長調 作品47 ベルリン 1907年
- 東洋風の素描 Orientalische Skizzen 作品48 カッセル
- ガヴォットとメヌエット 作品49 カッセル
- ピアノソナタ 変ニ長調 作品51 ベルリン 1910年
- 創作主題による12の変奏とフーガ 作品53（1922年以前）ハイデルベルク
- 1台と2台のピアノのためのB.A.C.H.による幻想曲とフーガ 変ニ長調/変ロ長調
- ピアノのためのアルバム 作品55 ハイデルベルク 1926年
- 多声的な音の絵 Polyphone Tonbilder 作品56 ハイデルベルク 1926年

### 声楽曲
- ピアノ伴奏による3つの独唱曲 作品6 ベルリン 1882年
- 独唱とピアノのための愛の挨拶 バーゼル 1900年まで
- Der alte Steinschläger für eine Singstimme mit Klavier ベルリン 1906年
- 混声合唱と管弦楽のための愛の言葉 作品27 ベルリン 1898年
- 男声合唱による3つのリート 作品42 ベルリン 1905年
- 混声合唱のための Als ich Dich kaum gesehn... （テオドール・シュトルムの詩による）